# Chiesa di Santa Maria del Ponte
La chiesa di Santa Maria del Ponte è un luogo di culto cattolico, si trova a Romano di Lombardia, ed è sussidiaria della parrocchiale di Santa Maria Assunta e San Giacomo.

## Storia
La chiesa fu edificata e dedicata alla Maternità divina nel 1627 dai frati agostiniani, presenti sul territorio fino dal XV secolo nel monastero fondato da Giovanni da Romano, che desideravano un tempio accessibile durante le ore che la loro chiesa conventuale doveva rimanere chiusa. Il progetto per la nuova costruzione fu commissionato all'architetto Gio' Antonio Rossi di Polissena. Come risulta dal verbale del consiglio della congregazione pia della Misericordia, alla costruzione contribuì anche la comunità di Romano di Lombardia. 
(Cassinelli.1975)
L'edificio fu costruito in prossimità della seriola detta dei Mulini, anticamente posta sopra la roggia, appariva come sospesa sopra una volta in muratura che ricordava un ponte, da qui il nome che la identifica. La volta è parzialmente visibile anche se la seriola è stata deviata e riempita di terra. 
Nei primi anni del Novecento la chiesa è stata oggetto di restauro con la posa della nuova pavimentazione in marmo e successivamente la posa dell'altare comunitario in ottemperanza delle indicazioni del concilio Vaticano II.

## Descrizione

### Esterno
Il piccolo edificio di culto, con fronte principale rivolto a sud, si trova molto isolato rispetto alla località di Romano, anticipato da un piccolo sagrato con pavimentazione in ciottolato, delimitato da un muretto a vista e da paracarri uniti da catene che lo dividono dalla viabile urbana. La facciata è delimitata da due lesene con capitello a volute che reggono il timpano triangolare. Il portale centrale con paraste e architrave e gocciolatoio è affiancato da due aperture con inferriate con contorni in pietra. 
L'interno a pianta rettangolare, è di piccolissime dimensioni, con volta a crociera con costoni ed è illuminata dalle due finestre poste sulla controfacciata. L'aula è stata restaurata nel 1945 e si presenta nel caratteristico stile della famiglia Polissena. Sopra il semplice altare vi è l'affresco con la Natività di Giuseppe Poloni di Martinengo.